# Dumî, Jovkva
Dumî (în ucraineană Думи) este un sat în comuna Nova Kameanka din raionul Jovkva, regiunea Liov, Ucraina.

## Demografie
Componența lingvistică a localității Dumî
     Ucraineană (100%)
Conform recensământului din 2001, toată populația localității Dumî era vorbitoare de ucraineană (100%).